# シマロン・キッド
『シマロン・キッド』（The Cimarron Kid）は1952年のアメリカ合衆国の西部劇映画。バッド・ベティカー監督の作品で、出演はオーディ・マーフィ、ビバリー・タイラーなど。実在した無法者で「シマロン・キッド」と呼ばれたビル・ドーリンの生涯を題材にしている。

## キャスト
※括弧内は日本語吹替（放送日1968年4月27日 NET『土曜西部劇』）
- シマロン・キッド / ビル・ドーリン：オーディ・マーフィ（愛川欽也）
- キャリー・ロバーツ：ビバリー・タイラー（北浜晴子）
- ビタークリーク・ダルトン：ジェームズ・ベスト
- ローズ：イベット・デュゲイ
- ダイナマイト・ディック・ダルトン：ジョン・ハドソン
- レッドバック：ヒュー・オブライエン
- パット・ロバーツ：ロイ・ロバーツ
- ボブ・ダルトン：ノア・ビアリー・Jr[注釈 1]
- ジョン・サットン連邦保安官：リーフ・エリクソン
- タルサ・ジャック：ジョン・ブロムフィールド[注釈 2]
- グラント・ダルトン：グレッグ・パーマー[注釈 2]
- ウィル・ダルトン：ウィリアム・レイノルズ[注釈 2]
  - 日本語吹替その他：小原乃梨子、関根信昭、大宮悌二、小林修、雨森雅司、西田昭市、渡部猛

## スタッフ
- 監督：バッド・ベティカー
- 製作：テッド・リッチモンド
- 脚本：ルイス・スティーブンス
- 原作：ケイ・レナード、ルイス・スティーヴンス
- 撮影：チャールズ・P・ボイル
- 編集：フランク・グロス
- 音楽監督：ジョセフ・ガーシェンソン